# اکسپو ۱۹۹۸
اکسپو ۱۹۹۸ (انگلیسی: Expo '98) نمایشگاه جهانی رسمی بود که از ۲۲ مه تا ۳۰ سپتامبر ۱۹۹۸ در لیسبون پرتغال برگزار شد. موضوع نمایشگاه «اقیانوس‌ها، میراثی برای آینده» بود که برای بزرگداشت ۵۰۰ سال کاوش‌های پرتغال انتخاب شده بود. این اکسپو حدود ۱۱ میلیون بازدیدکننده به خود جلب کرد و ۱۴۳ کشور و تعدادی سازمان در آن شرکت کردند.